# Hyrare
Hyrare, též tayra, eira nebo kuna brazilská (Eira barbara) je jihoamerická lasicovitá šelma podobná kunám. Nejznámější jména tohoto zvířete tayra či eira pocházejí z jazyka guaraní. Dříve byla řazena do příbuzenstva jihoamerických grizonů, zřejmě je však geneticky bližší pravým kunám, za její nejbližší příbuznou se považuje severoamerická kuna rybářská.

## Popis
- hmotnost: 2,7–7 kg
- délka těla: 56–71 cm
- délka ocasu: 35–47 cm[2]

Hyrare se podobá kunám z rodu Martes, avšak je výrazně větší než většina z nich (s výjimkou kuny rybářské a charzy žlutohrdlé, které dosahují podobné velikosti). Je to štíhlá šelma s krátkýma nohama a dlouhým huňatým ocasem. Malé, kulaté uši jsou širší než delší a jsou posazené po stranách hlavy. Končetiny jsou opatřené dlouhými, silnými drápy. Srst je nejčastěji černá nebo tmavě hnědá, hlava bývá světlejší. Častá je bílá náprsenka.

## Rozšíření a stanoviště
Je rozšířená v neotropické oblasti, obývá Střední a Jižní Ameriku od Mexika až do Bolívie a severní oblasti Argentiny. Kromě kontinentu se vyskytuje také na ostrově Trinidad.
Není vázána na určitý biotop, obývá tropické opadavé i stálezelené lesy, křoviny, plantáže nebo i travnaté pláně. Vyskytuje se v nížinách i v horách až do výšky 2000–2400 m n. m.

## Biologie

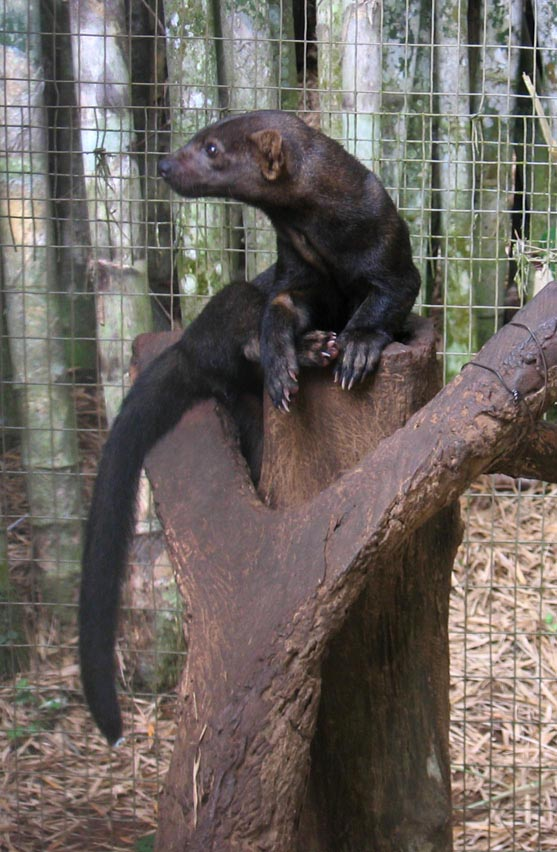

Hyrare je zvíře s denní aktivitou, obvykle žije samotářsky nebo v párech. Byly však pozorovány i malé skupiny čítající 3–4 jedince. Podobný sociální život je u kunovitých poměrně vzácný a byl zaznamenán jen u charz. Žije na zemi i ve větvích stromů, výborně šplhá i plave. Také skvěle skáče a dokáže skákat i ze stromu na strom. Jako všechny lasicovité šelmy je značně přizpůsobivá a doupě si buduje jak ve stromových dutinách, tak v hustém podrostu nebo ve skalní puklině.
Kuna brazilská je všežravý oportunista, na zemi i ve větvích stromů loví hlodavce koro, vačice, aguti, drápkaté opičky, plazy (dokonce i leguány), bezobratlé a tento jídelníček si ve velkém množství zpestřuje vejci a ovocem. Má-li příležitost, pojídá také včelí plástve. Konzumuje i mršiny.
O rozmnožování hyrare toho není příliš známo. Březost trvá asi 63–70 dní, v jednom vrhu je 1–3 slepých mláďat, která jsou kojena 2–3 měsíce. V zajetí může hyrare žít až 18 let.

## Ohrožení
Hyrare je přizpůsobivá šelma, která je schopná žít i v blízkosti lidských sídel. Až na určité oblasti, zvláště v Mexiku, proto není ohrožena. Snadno se ochočí a místní lidé ji v minulosti chovali, aby lovila škodlivé hlodavce.

## Poddruhy
- Eira barbara barbara (severní Argentina, Paraguay, Bolívie, střední část Brazílie)
- Eira barbara biologiae (Kostarika, Panama)
- Eira barbara inserta (Guatemala, Kostarika)
- Eira barbara madeirensis (západní Ekvádor, severní část Brazílie)
- Eira barbara peruana (Andy)
- Eira barbara poliocephala (Guyana, Venezuela, Brazílie)
- Eira barbara senex (Střední Mexiko až severní část Hondurasu) - je klasifikován jako zranitelný
- Eira barbara senilis (severní Ekvádor)
- Eira barbara sinuensis (Kolumbie a Venezuela)

## Chov v zoo
V Evropě byl v dubnu 2018 chován tento druh jen v 17 zařízeních. V létě 2020 to bylo 25 zoo. Pravidelně je množí do 5 institucí. V Česku chová hyrare Zoo Praha a Zoo Ostrava.

### Chov v Zoo Praha
Tento druh je v Zoo Praha chován od roku 2004. Český prvoodchov se podařil v roce 2011. Na počátku roku 2018 byli chováni dva samci a tři samice. Dvě mláďata přišla na svět v červnu 2020. Jednalo se o v pořadí dvanácté a třinácté mládě v historii chovu této zoo. Roku 2021 následoval raritní porod čtyřčat.
K vidění je v komplexu amerických zvířat nad výběhem ledních medvědů v horní části zoo.